# 山移川

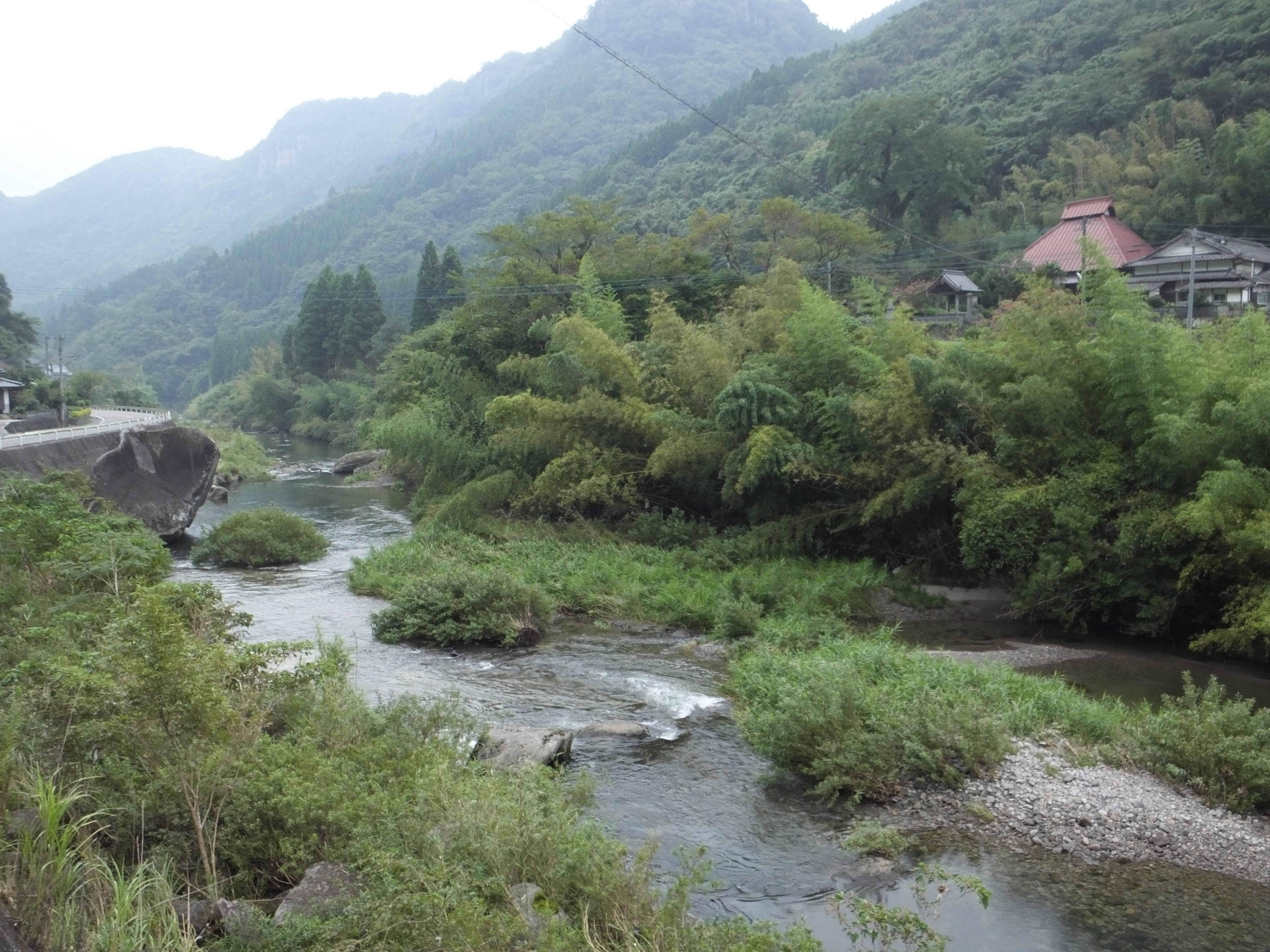
龍源寺橋より下流方

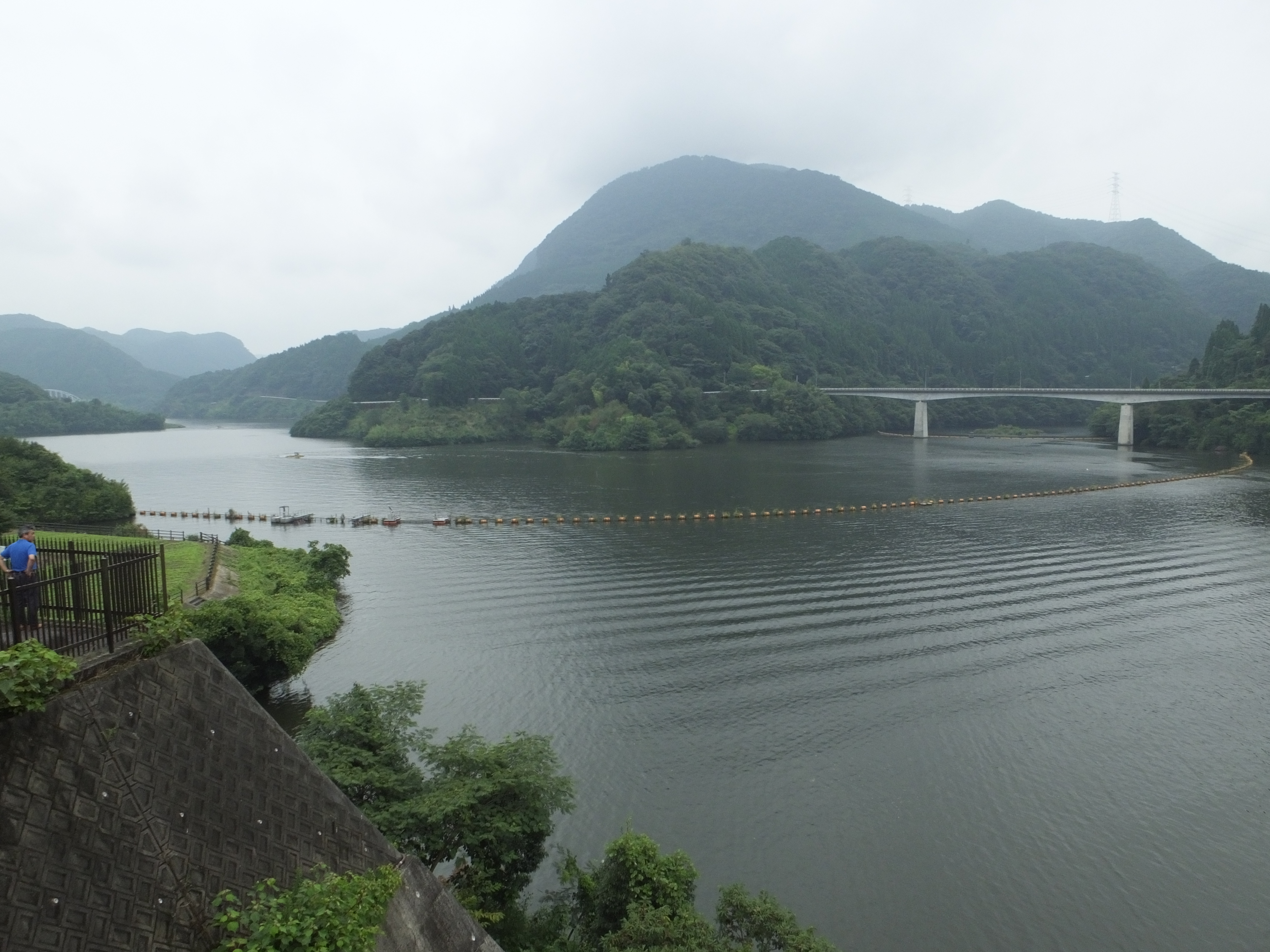
耶馬溪ダム湖

山移川（やまうつりがわ）は、大分県中津市・玖珠郡玖珠町を流れる山国川水系の一級河川。山国川最大の支流（流域面積基準）。下流部は本流とともに本耶馬渓の一部を形成し、上流部には深耶馬渓が広がる。

## 地理
一帯が耶馬日田英彦山国定公園であり、1923年（大正12年）指定・1936年（昭和11年）追加指定の名勝「耶馬溪」全66景中、支流域含む本河川流域に属するものは10景ある。
山移川は玖珠郡玖珠町大字森字西奥山に源を発し北西流する。源流部一帯に深耶馬渓が広がり、水源付近は「錦雲峡」と呼ばれる耶馬渓六十六景の一つ。程なく中津市との境を流れてゆき、耶馬渓の中でも最も名高い「一目八景」に至る。ここで鳥屋付近より流れてきた麗谷と合流する。麗谷の流路は布目の渓谷とも呼ばれ、一枚岩の川底に奇峰や様々な滝が見られる耶馬渓六十六景の一つ。深耶馬渓を抜けると、鴫良付近で折戸川と合流する。折戸川合流点より上流部は深瀬谷と呼ばれており、深瀬谷よりも規模の大きい折戸川はかつて本流であったものの、交通路の関係上現在は深瀬谷が山移川の本流とされる。折戸川沿いも大谷渓谷などが見られ、深耶馬渓の一部を形成する。
中流域では複数の沈下橋が見られる他、持田集落には賀治屋橋という石橋が架かる。流域を通して規模の大きな集落はなく、長谷川を合わせると山国川水系最大の利水施設である耶馬溪ダムのダム湖へ入る。ダム周辺も「山瀬の景」「祇園洞の景」などが耶馬渓六十六景に数えられ、ダムを抜けた地点にはダム建設記念に作られた渓石園という庭園もある。そのすぐ先で河口の山国川へと続いてゆく。
普門寺付近（普門寺橋上流）から河口までの7.5kmが国土交通省の直轄区間である。

## 治水
山移川には、山国川総合開発の一環として耶馬溪ダムが整備された。洪水調節をはじめ水道・工業用水の供給や発電などを目的とする多目的ダムである。1978年（昭和53年）に着工し、1985年（昭和60年）3月に竣工した。

## 支流
上流より掲載
- 麗谷（うつくし谷）
- 鴫良川
- 折戸川（奈女川）　一級河川
  - 岩屋川
    - 轟川
- 八木蒔川
- 広口川
- 手月川
- 持田川
- 原川
- 馬場川
- 天神川
- 原井川
- 長谷川　一級河川
  - 上ノ畑川
  - 百谷川
  - 鎌野川
- 鹿倉川
- 柿瀬川
- 鹿熊川

## 主な橋
上流より掲載
- ○○橋 - 大分県道28号森耶馬溪線
- 深山橋 - 大分県道28号森耶馬溪線
- 深瀬橋 - 大分県道28号森耶馬溪線
- 早梅橋 - 大分県道28号森耶馬溪線
- 上鴫良橋
- 鴫良橋 - 大分県道27号耶馬溪院内線
- 龍源寺橋
- 神の原橋（沈下橋）
- ○○橋
- 賀治屋橋（石橋）
- 普門寺橋 - 大分県道28号森耶馬溪線
- （沈下橋）
- 原井橋

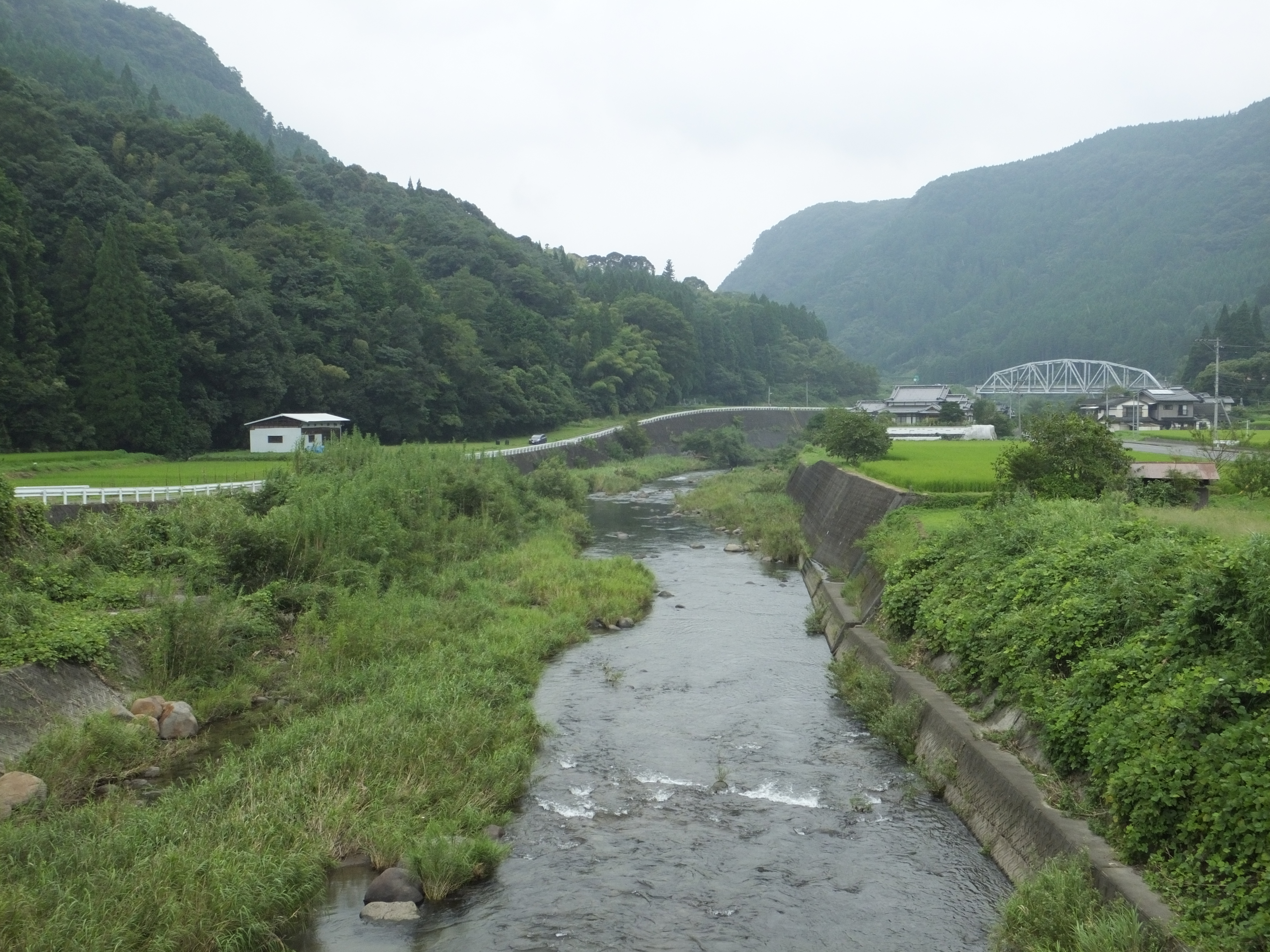
原井橋より下流方

- 山移大橋 - 国道212号（本耶馬溪耶馬溪道路）
- 宮ノ下橋 - 国道212号（本耶馬溪耶馬溪道路）
- 竹弦橋
- （沈下橋）
- 大平橋
- （耶馬溪ダム）
- ○○橋
- ○○橋
- 祇園橋 - 国道212号

## 参考資料
- 山国川水系河川整備基本方針（国土交通省）
- 名勝耶馬渓六十六景（大分県中津市公式観光サイト）
- 山国川支流の山移川と耶馬溪ダム建設地（広報おおいた1978年3月号）